# Mahapajapati Gotami

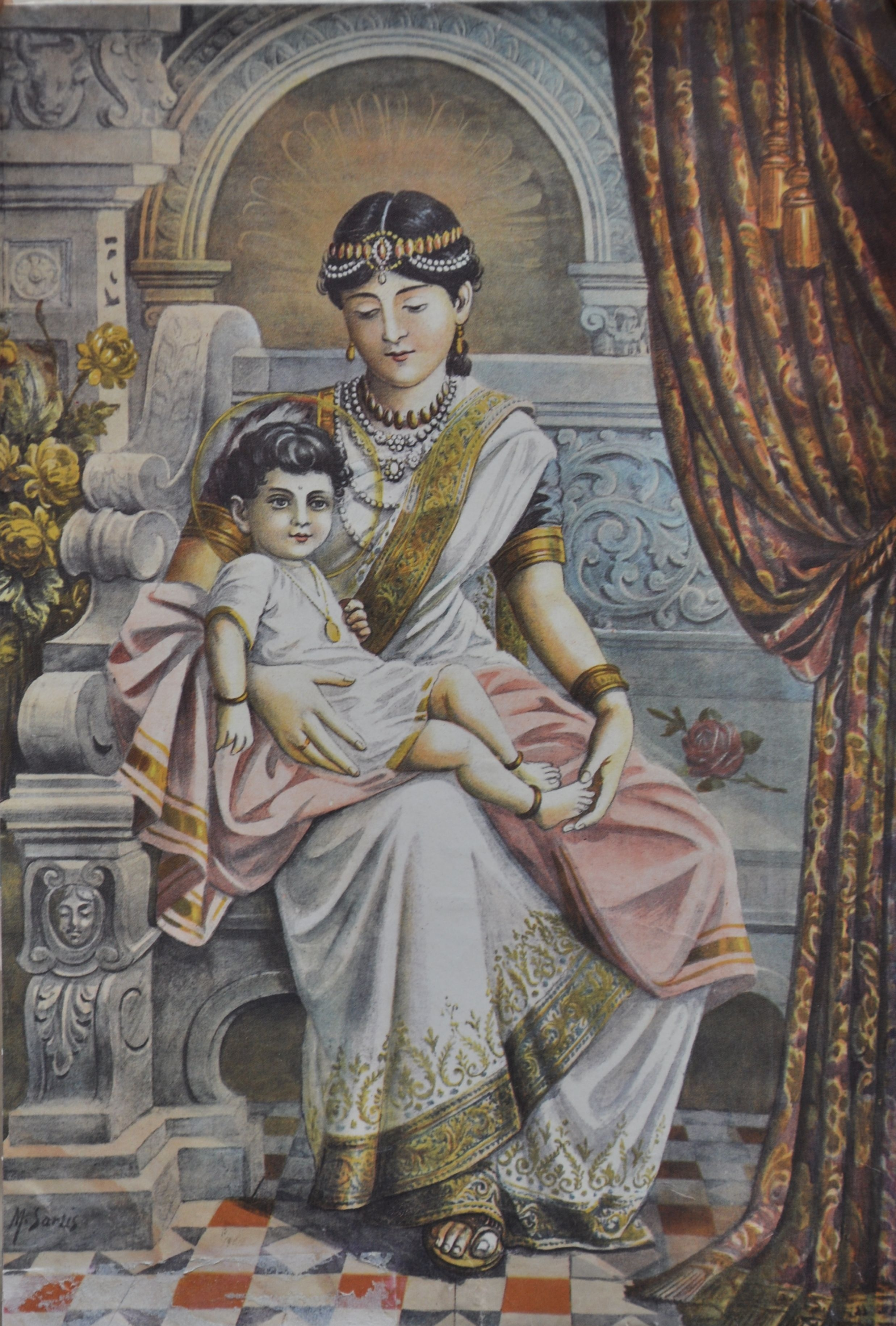
Mahapajapati Gotami mit dem Knaben Siddharta Gautama auf ihrem Schoß

Mahapajapati Gotami (Pali) oder Mahāprajāpatī Gautamī (Sanskrit) war die Schwester von Maya, der sieben Tage nach der Geburt verstorbenen leiblichen Mutter des Prinzen Siddharta Gautama, des späteren Buddha. Sie heiratete König Shuddhodana, den Mann ihrer Schwester, und zog den Knaben als Amme bzw. Stiefmutter auf.

## Leben
Mahapajapati (zu deutsch die große Pajapati) Gotami wurde – gemäß der Überlieferung wie ihre Schwester – in Devdaha (oder Devadaha) im heutigen Nepal geboren. Sie gebar zwei eigene Kinder von Shuddhodana, doch wird gesagt, dass sie diese bald Pflegerinnen übergab, um sich ganz Siddharta widmen zu können.
Als König Shuddhodana starb, bat sie ihren bereits erleuchteten Sohn, sie als Nonne in seinen Kreis aufzunehmen, was dieser jedoch ablehnte. Daraufhin schnitt sie ihr Haar ab, zog ein gelbes Gewand an und folgte ihrem Stiefsohn nach Veshali, wo sie mit Ananda, dem Lieblingsjünger Buddhas zusammentraf, der sie bei ihrem Vorhaben unterstützte. Schließlich stimmte Buddha dem Vorhaben der Frauenordination unter der Bedingung der Einhaltung von acht Regeln (garudhammas), deren wichtigste die respektvolle Unterordnung der Nonnen (bhikkhunis) gegenüber den Mönchen (bhikkus) war, zu. Unter den fünfhundert Frauen, die im Anschluss an Mahapajapati ordiniert wurden, befand sich auch Yasodhara, die ehemalige Gattin Siddhartas und Mutter seines einzigen Sohnes Rahula.
Der Überlieferung zufolge wurde Mahapajapati Gotami 120 Jahre alt und ging dann mit den 500 mitordinierten Nonnen in das Parinirvana ein.